# Вилья-лас-Эстрельяс
Вилья-лас-Эстрельяс (исп. Villa las Estrellas — «звёздный городок») — чилийское поселение, расположенное на территории станции Президент Эдуардо Фрей Монталва в Антарктиде, в коммуне Антарктика провинции Антарктика-Чилена. Один из 2 населённых пунктов в Антарктиде с постоянным населением (другим является аргентинская станция Эсперанса). Суверенитет Чили над территорией, на которой расположен посёлок, не признан большинством стран мира.
Вилья-лас-Эстрельяс был основан 9 апреля 1984 года, в правление Аугусто Пиночета. Одним из мотивов создания поселения было соперничество с Аргентиной. Вскоре после основания Вилья-лас-Эстрельяс там родился ребёнок, Хуан Пабло Комачо, и чилийское правительство отметило, что он стал первым ребёнком, не только рождённым, но и зачатым в Антарктиде (в отличие от Эмилио Маркоса Пальмы, мать которого была доставлена в Антарктиду на седьмом месяце беременности).
Население посёлка составляет от 80 (зимой) до 150 (летом) человек, в основном это служащие ВВС Чили и учёные, работающие на станции Президент Эдуардо Фрей Монталва, а также члены их семей. В поселении есть 14 жилых домов площадью 72 м² и 90 м², детский сад, начальная школа (2 учителя и примерно 15 учеников), библиотека, католическая часовня, госпиталь ВВС Чили, больница, супермаркет и сувенирный магазин, работают почта, мобильная связь, радио, телевидение и Интернет.

## Климат
Климат не настолько суровый, как в остальных частях Антарктиды. Годовая амплитуда температуры небольшая благодаря прибрежному положению.
| Показатель                                                                                                | Янв. | Фев. | Март | Апр.  | Май   | Июнь  | Июль  | Авг.  | Сен. | Окт. | Нояб. | Дек. | Год   |
| --- | ---- | ---- | ---- | ----- | ----- | ----- | ----- | ----- | ---- | ---- | ----- | ---- | ----- |
| Абсолютный максимум, °C                                                                                   | 13,0 | 9,2  | 8,3  | 5,9   | 4,6   | 4,2   | 5,0   | 3,8   | 4,4  | 4,4  | 6,0   | 8,2  | 13,0  |
| Средний суточный максимум, °C                                                                             | 2,7  | 2,9  | 2,2  | 0,6   | −0,8  | −1,5  | −0,9  | −2,2  | −1,3 | −0,8 | 0,0   | 2,1  | 0,3   |
| Средняя температура, °C                                                                                   | 1,5  | 1,6  | 0,4  | −1,7  | −3,8  | −5,5  | −6,5  | −6,5  | −4,5 | −2,6 | −1    | 0,6  | −2,3  |
| Средний суточный минимум, °C                                                                              | 0,3  | 0,6  | −1,2 | −4,8  | −8,2  | −9,4  | −13,2 | −11,3 | −8   | −5,6 | −2,8  | −0,3 | −5,3  |
| Абсолютный минимум, °C                                                                                    | −5,1 | −5,8 | −9,9 | −16,8 | −23,6 | −24,2 | −28,5 | −28,7 | −23  | −17  | −10,7 | −6,8 | −28,7 |
| Среднее число солнечных часов в месяц                                                                     | 83,8 | 71,2 | 57,3 | 23,6  | 8,3   | 1,2   | 3,9   | 15,8  | 44,2 | 93,2 | 104,5 | 98,1 | 605,1 |
| Норма осадков, мм                                                                                         | 53,8 | 52,3 | 52,5 | 46,6  | 31,0  | 29,2  | 32,2  | 34,5  | 42,0 | 47,7 | 41,0  | 30,1 | 492,9 |
| Средняя влажность, %                                                                                      | 91   | 89   | 89   | 89    | 88    | 90    | 89    | 88    | 89   | 90   | 89    | 81   | 89    |
| Источник: Dirección Meteorológica de Chile (данные о температуре: 1970-2004; остальные данные: 1990-2000) |      |      |      |       |       |       |       |       |      |      |       |      |       |